# Łyżwiarstwo szybkie na Zimowych Igrzyskach Olimpijskich 1932
Zawody w łyżwiarstwie szybkim na Zimowych Igrzyskach Olimpijskich 1932 odbywały się w dniach 4 – 8 lutego 1932 roku. O medale rywalizowali wyłącznie mężczyźni. Zawodnicy walczyli w czterech konkurencjach: na 500 m, 1500 m, 5000 m, 10 000 m. Łącznie rozdanych zostało po cztery komplety medali. Po raz pierwszy w ramach dyscypliny pokazowej zaprezentowały się kobiety na dystansach: 500 m, 1000 m i 1500 m. Zawody odbywały się na torze James B. Sheffield Olympic Skating Rink.

## Terminarz
| Data          | Miejscowość | Konkurencja       | Złoto         | Srebro          | Brąz           |
| ------------- | ----------- | ----------------- | ------------- | --------------- | -------------- |
| 4 lutego 1932 | Lake Placid | 500 m mężczyzn    | Jack Shea     | Bernt Evensen   | Alexander Hurd |
| 4 lutego 1932 | Lake Placid | 5000 m mężczyzn   | Irving Jaffee | Eddie Murphy    | William Logan  |
| 5 lutego 1932 | Lake Placid | 1500 m mężczyzn   | Jack Shea     | Alexander Hurd  | William Logan  |
| 8 lutego 1932 | Lake Placid | 10 000 m mężczyzn | Irving Jaffee | Ivar Ballangrud | Frank Stack    |

## Mężczyźni

### 500 m
| Miejsce | Państwo           | Zawodnik       | Czas |
| ------- | ----------------- | -------------- | ---- |
|         | Stany Zjednoczone | Jack Shea      | 43.4 |
|         | Norwegia          | Bernt Evensen  | -    |
|         | Kanada            | Alexander Hurd | -    |
| 4.      | Kanada            | Frank Stack    | -    |
| 5.      | Kanada            | William Logan  | -    |
| 6.      | Stany Zjednoczone | John Farrell   | -    |

Data: 4 lutego 1932

### 1500 m
| Miejsce | Państwo           | Zawodnik       | Czas   |
| ------- | ----------------- | -------------- | ------ |
|         | Stany Zjednoczone | Jack Shea      | 2:57.5 |
|         | Kanada            | Alexander Hurd | -      |
|         | Kanada            | William Logan  | -      |
| 4.      | Kanada            | Frank Stack    | -      |
| 5.      | Stany Zjednoczone | Raymond Murray | -      |
| 6.      | Stany Zjednoczone | Herbert Taylor | -      |

Data: 5 lutego 1932

### 5000 m
| Miejsce | Państwo           | Zawodnik        | Czas   |
| ------- | ----------------- | --------------- | ------ |
|         | Stany Zjednoczone | Irving Jaffee   | 9:40.8 |
|         | Stany Zjednoczone | Eddie Murphy    | -      |
|         | Kanada            | William Logan   | -      |
| 4.      | Stany Zjednoczone | Herbert Taylor  | -      |
| 5.      | Norwegia          | Ivar Ballangrud | -      |
| 6.      | Norwegia          | Bernt Evensen   | -      |
| 7.      | Kanada            | Frank Stack     | -      |
| 8.      | Kanada            | Harry Smyth     | -      |

Data: 4 lutego 1932

### 10 000 m
| Miejsce | Państwo           | Zawodnik         | Czas    |
| ------- | ----------------- | ---------------- | ------- |
|         | Stany Zjednoczone | Irving Jaffee    | 19:13.6 |
|         | Norwegia          | Ivar Ballangrud  | -       |
|         | Kanada            | Frank Stack      | -       |
| 4.      | Stany Zjednoczone | Edwin Wedge      | -       |
| 5.      | Stany Zjednoczone | Valentine Bialas | -       |
| 6.      | Norwegia          | Bernt Evensen    | -       |
| 7.      | Kanada            | Alexander Hurd   | -       |
| 8.      | Stany Zjednoczone | Edward Schroeder | -       |

Data: 8 lutego 1932

## Kobiety (dyscyplina pokazowa)

### 500 m
| Miejsce | Państwo           | Zawodniczka         | Czas |
| ------- | ----------------- | ------------------- | ---- |
|         | Kanada            | Jean Wilson         | 58.0 |
|         | Stany Zjednoczone | Elizabeth DuBois    | -    |
|         | Stany Zjednoczone | Kit Klein           | -    |
| 4.      | Kanada            | Lela Brooks-Potter  | -    |
| 5.      | Stany Zjednoczone | Elsie Muller-McLave | -    |
| 6.      | Stany Zjednoczone | Helen Bina          | -    |

Data: 9 lutego 1932

### 1000 m
| Miejsce | Państwo           | Zawodniczka        | Czas   |
| ------- | ----------------- | ------------------ | ------ |
|         | Stany Zjednoczone | Elizabeth DuBois   | 2:04.0 |
|         | Kanada            | Hattie Donaldson   | -      |
|         | Stany Zjednoczone | Dorothy Franey     | -      |
| 4.      | Kanada            | Lela Brooks-Potter | -      |
| 5.      | Kanada            | Geraldine Mackie   | -      |
| 6.      | Kanada            | Jean Wilson        | -      |

Data: 9 lutego 1932

### 1500 m
| Miejsce | Państwo           | Zawodniczka        | Czas   |
| ------- | ----------------- | ------------------ | ------ |
|         | Stany Zjednoczone | Kit Klein          | 3:00.6 |
|         | Kanada            | Jean Wilson        | -      |
|         | Stany Zjednoczone | Helen Bina         | -      |
| 4.      | Kanada            | Geraldine Mackie   | -      |
| 5.      | Stany Zjednoczone | Dorothy Franey     | -      |
| 6.      | Kanada            | Lela Brooks-Potter | -      |

Data: 10 lutego 1932

### Tabela medalowa
| Lp. | Kraj              | złoto | srebro | brąz | razem |
| --- | ----------------- | ----- | ------ | ---- | ----- |
| 1   | Stany Zjednoczone | 4     | 1      | 0    | 5     |
| 2   | Norwegia          | 0     | 2      | 0    | 2     |
| 3   | Kanada            | 0     | 1      | 4    | 5     |